# Progne
A Progne a madarak (Aves) osztályának verébalakúak (Passeriformes) rendjébe, ezen belül a fecskefélék (Hirundinidae) családjába tartozó nem.

## Rendszerezésük
A nemet Friedrich Boie írta le 1826-ban, jelenleg az alábbi 9 faj tartozik ide:
- Progne tapera
- sinaloai bíborfecske (Progne sinaloae)
- karibi bíborfecske (Progne dominicensis)
- kubai bíborfecske (Progne cryptoleuca)
- északi bíborfecske (Progne subis)
- szürkemellű bíborfecske (Progne chalybea)
- Progne elegans
- perui bíborfecske (Progne murphyi)
- galápagosi bíborfecske (Progne modesta)

## Előfordulásuk
Észak-Amerika, a Karib-szigetek, Közép-Amerika és Dél-Amerika területén honosak. Természetes élőhelyeik a szubtrópusi és trópusi esőerdők, erdők, gyepek és szavannák, folyók és patakok környékén, valamint emberi környezet.

## Megjelenésük
Testhosszuk 16-19 centiméter körüli.